# Betula populifolia
Betula populifolia là một loài thực vật có hoa trong họ Betulaceae. Loài này được Marshall mô tả khoa học đầu tiên năm 1785.

## Hình ảnh

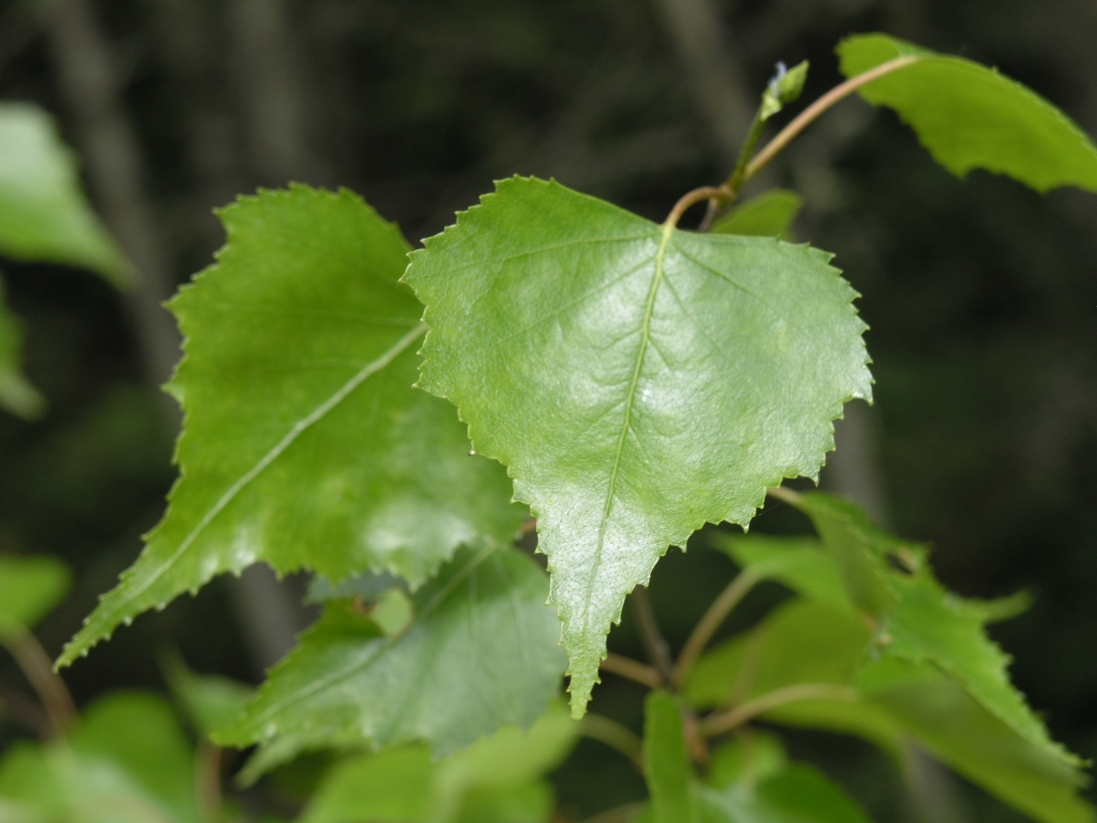
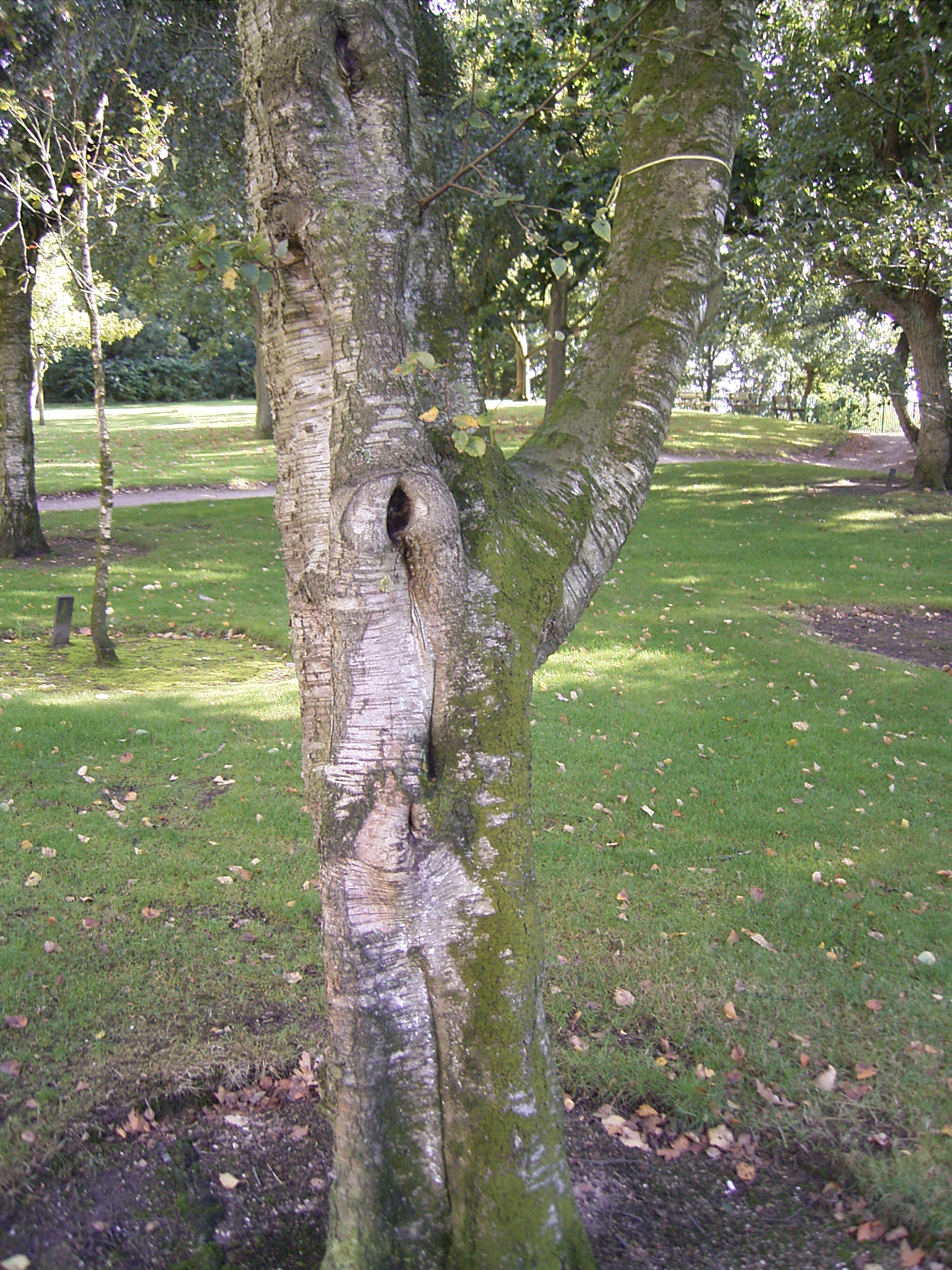
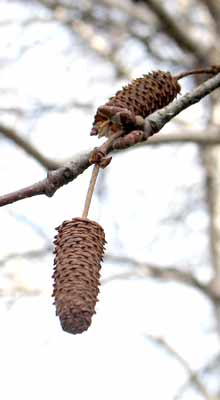
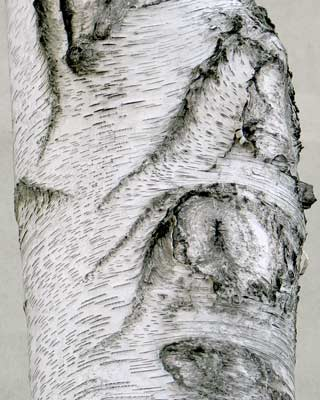